# Martin Štrbák
Martin Štrbák (* 15. ledna 1975 v Prešově, v Československu) je bývalý slovenský hokejový obránce a trenér.

## Hráčská kariéra
S hokejem začínal v Prešově, kde také debutoval ve slovenské nejvyšší lize v sezoně 1994/95. Po 10 odehraných zápasech přestoupil do Slovanu Bratislava, kde odehrál 3 sezony mezi roky 1995 a 1997. Sezonu 1997/1998 hrál v týmu HK Spišská Nová Ves, kdy pomohl týmu dostat se do play-off. Tam skončili v 1. kole po prohře s týmem HC Slovan Bratislava. Do nové sezony 1998/99 se vrátil zpět do Slovanu, kde se mu ale nedařilo a po 18 zápasech, kdy nezískal ani jeden bod dohrál sezonu v nižší lize v týmu HK Trnava.
Sezonu 1999/00 odehrál v české extralize v týmu HC Chemopetrol Litvínov, který obsadil 4 místo.
Další sezonu přestoupil do HC Vsetín kde pomohl vybojovat titul mistra extraligy. Ve Vsetíně zůstal ještě 1 sezonu.
Sezonu 2001/2002 přestoupil do ruské Superligy do týmu Lokomotiv Jaroslavl, kde pomohl vybojovat titul mistra Superligy. V Jaroslavli začínal i další sezonu a po 27 zápasech přestoupil do SM-liigy do týmu Hämeenlinnan Pallokerho, kde dohrál sezonu.
Před sezonou 2003/04 přešel do zámořské ligy NHL a podepsal smlouvu s týmem Los Angeles Kings. V týmu odehrál 5 zápasů a na farmě Kings odehrál 12 zápasů. Poté byl vyměněn do týmu Pittsburgh Penguins, kde dohrál sezonu.
Při výluce NHL se vrátil na Slovensko a podepsal smlouvu s týmem HC Košice, kdy po 14 odehraných zápasech přestoupil do ruské ligy do týmu CSKA Moskva. V Moskvě zůstal 2 sezony. Sezonu 2007/2008 hrál v Metallurgu Magnitogorsk.
Sezonu 2008/09 se vrátil zpět do České republiky a podepsal smlouvu s týmem HC Moeller Pardubice ale po 20 odehraných zápasech přestoupil do švédské ligy Elitserien do týmu Rögle BK, kde dohrál sezonu.
Sezonu 2009/10 podepsal smlouvu na 1 rok s týmem HC MVD Balašicha který působí v KHL. Od sezony 2010/11 působil v OHK Dynamo Moskva.

## Trenérská kariéra
V létě 2019 se stal asistentem hlavního trenéra slovenské hokejové reprezentace do 20 let. Jeho syn Maxim Štrbák, kterému bylo teprve šestnáct let, se zúčastnil mistrovství světa juniorů 2022. V mistrovství světa juniorů 2023 opět reprezentoval syn Maxim Štrbák slovenskou reprezentaci.

## Ocenění a úspěchy
- 2003 SM-l - Nejlepší hráč v pobytu na ledě
- 2003 MS - Nejlepší hráč v pobytu na ledě
- 2010 KHL - Utkání hvězd
- 2010 KHL - Nejlepší nahrávač mezi obránci v playoff
- 2010 KHL - Nejproduktivnější obránce v playoff
- 2013 SHL - All-Star Tým

## Prvenství

### NHL
- Debut - 10. října 2003 (Pittsburgh Penguins proti Los Angeles Kings)
- První gól - 21. října 2003 (Los Angeles Kings proti Philadelphia Flyers, kanadskému brankáři Jeff Hackett)
- První asistence - 9. prosince 2003 (Vancouver Canucks proti Pittsburgh Penguins)

### KHL
- Debut - 12. září 2009 (HC Lada Togliatti proti HC MVD Balašicha)
- První asistence - 12. září 2009 (HC Lada Togliatti proti HC MVD Balašicha)
- První gól - 5. říjná 2009 (HC MVD Balašicha proti Barys Astana, ruskému brankáři Alexej Kuzněcov)

### ČHL
- Debut - 10. září 1999 (HC Oceláři Třinec proti HC Chemopetrol Litvínov)
- První asistence - 12. září 1999 (HC Chemopetrol Litvínov proti HC IPB Pojišťovna Pardubice)
- První gól - 10. října 1999 (HC Chemopetrol Litvínov proti HC Slavia Praha, českému brankáři Ladislav Blažek)

## Klubová statistika
| Sezóna       | Klub                    | Soutěž       |     | Základní část | Základní část | Základní část | Základní část | Základní část |   | Play off | Play off | Play off | Play off | Play off |
| Sezóna       | Klub                    | Soutěž       | Z   | G             | A             | B             | TM            | Z             | G | A        | B        | TM       |          |          |
| 1994/1995    | HK Dragon Prešov        | SHL          | 10  | 1             | 0             | 1             | 6             | —             | — | —        | —        | —        |          |          |
| 1994/1995    | HC Slovan Bratislava    | SHL          | 17  | 0             | 3             | 3             | 0             | 9             | 2 | 1        | 3        | 8        |          |          |
| 1995/1996    | HC Slovan Bratislava    | SHL          | 44  | 4             | 4             | 8             | 22            | —             | — | —        | —        | —        |          |          |
| 1996/1997    | HC Slovan Bratislava    | SHL          | 38  | 3             | 2             | 5             | 24            | —             | — | —        | —        | —        |          |          |
| 1997/1998    | HC Slovan Bratislava    | SHL          | 33  | 1             | 1             | 2             | 18            | —             | — | —        | —        | —        |          |          |
| 1998/1999    | HC Slovan Bratislava    | SHL          | 18  | 0             | 0             | 0             | 41            | —             | — | —        | —        | —        |          |          |
| 1998/1999    | HK Trnava               | 1.SHL        | 15  | 3             | 6             | 9             | 12            | —             | — | —        | —        | —        |          |          |
| 1999/2000    | HC Chemopetrol Litvínov | ČHL          | 50  | 3             | 6             | 9             | 22            | —             | — | —        | —        | —        |          |          |
| 2000/2001    | HC Vsetín               | ČHL          | 49  | 2             | 6             | 8             | 46            | 14            | 2 | 1        | 3        | 35       |          |          |
| 2001/2002    | HC Vsetín               | ČHL          | 33  | 8             | 9             | 17            | 46            | —             | — | —        | —        | —        |          |          |
| 2001/2002    | Lokomotiv Jaroslavl     | RSL          | 17  | 1             | 1             | 2             | 8             | —             | — | —        | —        | —        |          |          |
| 2002/2003    | Lokomotiv Jaroslavl     | RSL          | 27  | 0             | 6             | 6             | 28            | —             | — | —        | —        | —        |          |          |
| 2002/2003    | Hämeenlinnan Pallokerho | SM-l         | 20  | 4             | 9             | 13            | 68            | 13            | 2 | 3        | 5        | 8        |          |          |
| 2003/2004    | Los Angeles Kings       | NHL          | 5   | 2             | 0             | 2             | 8             | —             | — | —        | —        | —        |          |          |
| 2003/2004    | Manchester Monarchs     | AHL          | 12  | 0             | 1             | 1             | 25            | —             | — | —        | —        | —        |          |          |
| 2003/2004    | Pittsburgh Penguins     | NHL          | 44  | 3             | 11            | 14            | 38            | —             | — | —        | —        | —        |          |          |
| 2004/2005    | HC Košice               | SHL          | 14  | 1             | 4             | 5             | 14            | —             | — | —        | —        | —        |          |          |
| 2004/2005    | CSKA Moskva             | RSL          | 36  | 2             | 11            | 13            | 34            | —             | — | —        | —        | —        |          |          |
| 2005/2006    | CSKA Moskva             | RSL          | 50  | 4             | 10            | 14            | 48            | 7             | 0 | 2        | 2        | 4        |          |          |
| 2006/2007    | CSKA Moskva             | RSL          | 54  | 8             | 21            | 29            | 60            | 12            | 0 | 2        | 2        | 30       |          |          |
| 2007/2008    | Metallurg Magnitogorsk  | RSL          | 56  | 8             | 12            | 20            | 34            | 13            | 2 | 4        | 6        | 16       |          |          |
| 2008/2009    | HC Moeller Pardubice    | ČHL          | 28  | 0             | 4             | 4             | 18            | —             | — | —        | —        | —        |          |          |
| 2008/2009    | Rögle BK                | SEL          | 24  | 1             | 5             | 6             | 24            | —             | — | —        | —        | —        |          |          |
| 2009/2010    | HC MVD Balašicha        | KHL          | 53  | 8             | 26            | 34            | 46            | 22            | 4 | 9        | 13       | 26       |          |          |
| 2010/2011    | OHK Dynamo Moskva       | KHL          | 34  | 4             | 5             | 9             | 36            | 3             | 0 | 0        | 0        | 2        |          |          |
| 2011/2012    | HC Lev Poprad           | KHL          | 35  | 1             | 4             | 5             | 32            | —             | — | —        | —        | —        |          |          |
| 2012/2013    | Rögle BK                | SEL          | 23  | 0             | 1             | 1             | 24            | —             | — | —        | —        | —        |          |          |
| 2012/2013    | HC Košice               | SHL          | 21  | 2             | 7             | 9             | 48            | 15            | 3 | 5        | 8        | 49       |          |          |
| 2013/2014    | HC Košice               | SHL          | 53  | 9             | 15            | 24            | 109           | 14            | 2 | 5        | 7        | 2        |          |          |
| 2014/2015    | HC Košice               | SHL          | 54  | 4             | 22            | 26            | 40            | 15            | 3 | 6        | 9        | 10       |          |          |
| 2015/2016    | HC Košice               | SHL          | 10  | 0             | 1             | 1             | 4             | —             | — | —        | —        | —        |          |          |
| Celkem v NHL | Celkem v NHL            | Celkem v NHL | 49  | 5             | 11            | 16            | 46            | —             | — | —        | —        | —        |          |          |
| Celkem v KHL | Celkem v KHL            | Celkem v KHL | 122 | 13            | 35            | 48            | 114           | 25            | 4 | 10       | 14       | 28       |          |          |

## Reprezentace
| Rok          | Tým          | Soutěž       | Z  | G | A  | B  | TM |
| ------------ | ------------ | ------------ | -- | - | -- | -- | -- |
| 1999         | Slovensko 20 | MSJ          | 7  | 0 | 2  | 2  | 4  |
| 2000         | Slovensko    | MS           | 3  | 1 | 0  | 1  | 8  |
| 2001         | Slovensko    | MS           | 6  | 0 | 1  | 1  | 6  |
| 2002         | Slovensko    | MS           | 9  | 0 | 2  | 0  | 10 |
| 2003         | Slovensko    | MS           | 9  | 0 | 7  | 7  | 12 |
| 2004         | Slovensko    | MS           | 9  | 1 | 1  | 2  | 2  |
| 2004         | Slovensko    | SP           | 4  | 0 | 0  | 0  | 4  |
| 2005         | Slovensko    | MS           | 7  | 2 | 5  | 7  | 10 |
| 2006         | Slovensko    | OH           | 6  | 0 | 0  | 0  | 2  |
| 2006         | Slovensko    | MS           | 7  | 1 | 1  | 2  | 8  |
| 2007         | Slovensko    | MS           | 7  | 0 | 1  | 1  | 2  |
| 2008         | Slovensko    | MS           | 5  | 0 | 0  | 0  | 12 |
| 2010         | Slovensko    | OH           | 7  | 0 | 1  | 1  | 2  |
| 2011         | Slovensko    | MS           | 6  | 0 | 0  | 0  | 2  |
| Celkem na MS | Celkem na MS | Celkem na MS | 68 | 5 | 18 | 23 | 60 |
| Celkem na OH | Celkem na OH | Celkem na OH | 13 | 0 | 1  | 1  | 4  |